# Анастасія Юріївна
Анастасія Юріївна або Анастасія Галицька (бл. 1306 — 20 листопада 1364/1365) — руська княжна з династії Романовичів. Донька Короля Русі Юрія І Львовича та королівни Евфимії Куявської, сестри короля Польщі Владислава I Локетка.
Анастасія була нащадком наймогутніших великокнязівських та королівських династій Східної Європи — давньоруських Рюриковичів (Мономаховичі — Романовичі), польських Пястів і угорського королівського дому Арпадів (її бабуся по батькові, Констанція Угорська, була дочкою угорського короля Бели IV (1206—1270)). Через свою угорську бабусю Анастасія була правнучкою імператорів Нікейської імперії і Візантійської імперії (з династії Ангелів).

## Династичний союз
Шлюб руської княжни і тверського княжича був другою спробою двох найсильніших руських князівств зміцнити свій політичний союз з допомогою династичного шлюбу у боротьбі із Золотою Ордою.
Перша спроба була невдалою — батько Анастасії, король Юрій I Львович, до шлюбу з її матір'ю був одружений з тверською княжною Ксенією, донькою Ярослава Ярославовича Тверського (1203—1272). Шлюб був укладений у 1281 році, однак у 1286 року Ксенія і її єдиний трирічний син від цього шлюбу Михайло померли.
У 1318 році, в Орді за наказом Узбек-хана був страчений майбутній свекор Анастасії, батько її чоловіка, великий князь тверський і володимирський Михайло Ярославович (1271—1318). Його загибель була результатом боротьби тверського княжого дому з московським — в особі князя Юрія Даниловича (1281—1325), який обіймав яскраво виражену проординську позицію, змагаючись за великокняжий ярлик.
У світлі цих подій значення шлюбу другого сина убитого за намовою Москви тверського князя і руської князівни набуває додаткового значення.
Весілля княжни Анастасії Юріївни і другого сина великого тверського і володимирського князя, Олександра Михайловича (1301—1339), відбулося восени 1320 року.

## Конфлікт з Московськими князями

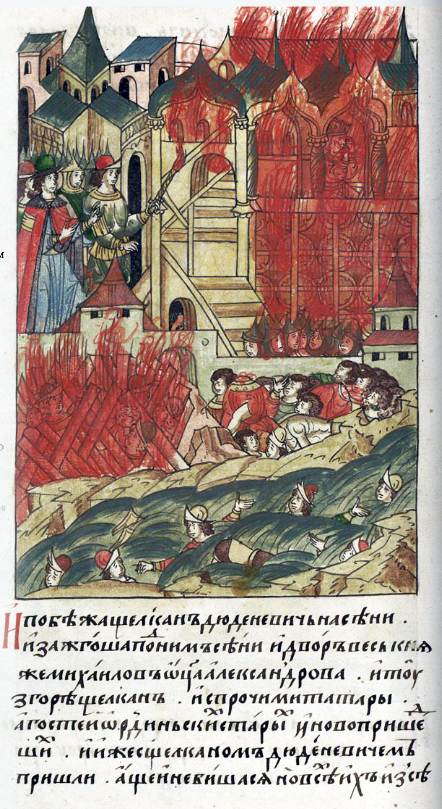
Тверське повстання (1327)

У 1325 році чоловік Анастасії разом зі своїм старшим братом Дмитром Михайловичем Грізні Очі (1299—1326), який став після загибелі їх батька великим князем тверським і володимирським, приїхали в Орду для того, щоб Узбек-хан вирішив їх чергову суперечку з московським князем Юрієм Даниловичем. Зіткнувшись віч-на-віч з винуватцем смерті свого батька, князь Дмитро зарубав його на місці і став чекати ханського суду. Рішення хана було цілком очікуваним — через 9 місяців князь Дмитро був страчений в Орді, як і його батько.
Після загибелі князя Дмитра великим князем тверським і володимирським в 1326 році, приблизно в 25 років, став чоловік Анастасії. Ярлик на великокнязівське князювання хан Узбек, що стратив його батька і брата, теж віддав князю Олександру Михайловичу — на той момент він залишився старшим в роду тверських князів, однак правити батьківською вотчиною йому довелося зовсім недовго.

## Тверське повстання(1327)
Наприкінці літа 1327 року до Твері з великим почтом приїхав ханський посол Шевкал (він же Чолхан або Щелкан), двоюрідний брат хана Узбека. Він оселився у княжому палаці, вигнавши звідти Олександра з Анастасією та їх дітьми, після чого «створив велике гоніння на християн — насильство, грабіж, побиття і наругу». Згідно з літописним оповіданням, тверичі зверталися до свого князя, пропонуючи розправитися з татарами, але той умовляв їх «терпіти». Однак, повстання все одно спалахнуло. Його причиною послужила спроба татар з почту Чолхана відняти кобилу у якогось диякона Дудка; обурений народ заступився за диякона, після чого кинувся громити татар по всьому місту. Чолхан зі свитою намагався захищатися у своїй резиденції, княжому палаці, і був спалений живцем разом з палацом; були перебиті всі татари, які перебували в Твері, включаючи «бесермен» — ординських купців. Князь Олександр Михайлович, хоч і намагався запобігти такому розвитку подій, однак, ніяких заходів для придушення повстання не вжив.

## Розорення Твері (1327)
Московскій князь Іван Данилович Калита (бл.1283—1340) — молодший брат і спадкоємець убитого в Орді Дмитром Тверським 1325 року князя московського Юрія Даниловича — негайно скористався ситуацією, що склалася. Хан Узбек відправив його з каральною місією до Твері, поставивши на чолі 50-тисячного війська. До цього війська приєдналися ще сили князя Олександра Васильовича Суздальського.
Спільний похід двох князівств і татар став відомий як «Федорчукова рать», по імені татарського командувача Федорчука (християнина).
Бачачи, що Іван Калита наближається до Твері, Олександр Михайлович з родиною виїхав до Пскова.
Історик Микола Карамзін так описує дії карателів під керівництвом руських князів на території «винуватого» князівства: «Почалося лихо. Твер, Кашин, Торжок були взяті, спустошені з усіма передмістями, а мешканці винищені вогнем і мечем, інші відведені в неволю. Самі Новгородці ледь врятувалися від хижості Монголів, давши їх послам 1000 рублів і щедро обдарувавши всіх воєвод Узбекових … »;
За підсумками цього походу князь суздальський став князем володимирським, отримавши ярлик на велике князювання, Іван Калита став князем новгородським, а тверським князем став молодший брат вигнанця, дівер Анастасії, князь Костянтин Михайлович (1306—1345).
Доля князя Костянтина Михайловича унікальна навіть для тих грубих часів: його батько, князь тверський Михайло Олександрович, був страчений в Орді в 1318 році за намовою московського князя Юрія Даниловича (Костянтину було тоді приблизно 12 років). Уже після трагічної загибелі свого батька він одружився з єдиною дочкою його вбивці, княжною Софією Юріївною Московською. У свою чергу, його тестя в 1325 році вбив у Орді його старший брат, Дмитро Грізні Очі, за смерть їхнього батька. Брата-месника в 1326 році там же, в Орді, за це стратили (не без допомоги дядька його дружини). Однак, все своє життя князь Костянтин проводив промосковську політику, слухняно слідуючи за Іваном Калитою.

## Втеча до Пскова (1327—1337)
Княгиня Анастасія прожила з чоловіком і дітьми у Пскові 10 років. Однак, московський князь Іван Калита і хан Узбек не могли змиритися з тим, що винний в їх очах князь, нехай і вигнаний зі свого князівства, не поніс жодного більш серйозного покарання за повстання у Твері. До Олександра Михайловича неодноразово приїжджали посли — як з Москви, так і з Орди, з вимогою з'явитися на ханський суд. Однак, син і брат вже страчених в Орді князів не дуже поспішав виконати ці вимоги.

### Анафема
Тоді Іван Калита домігся від митрополита Київського і всієї Русі (який постійно жив в Москві) Феогноста, що він прокляне і відлучить від церкви князя Олександра і весь Псков, якщо вони не виконають вимогу князя і хана. Що і було виконано. Князь Олександр Михайлович залишив Псков (його дружина і діти залишилися в місті) і поїхав до Литви. Через півтора року, він, втім, повернувся до своєї сім'ї (після того, як митрополит Феогност зняв анафему із Пскова);

## Повернення до Твері (1337–1339)
У Пскові князю Олександру Михайловичу Тверському нічого не загрожувало, і він міг би спокійно княжити в цьому місті до самої смерті. Але у нього було п'ять синів (шостий помер немовлям), які в тому випадку, якщо їх батько помре вигнанцем, залишилися б ізгоями без спадщини, які не мають прав на князівські уділи. Тому в 1336 році, коли підріс старший син Федір (йому було тоді близько 11–12 років — в ті роки дорослішали рано), він відправив його своїм послом в Орду — дізнатися, чи не можна якось умилостивити хана і повернутися на своє законне князювання до Твері. Федір повернувся до батька з Орди з татарським послом, і з хорошими новинами: хан прощав чоловіка Анастасії.
Тепер Олександру Михайловичу треба було особисто з'явитися в Орду, що він і зробив. Хан Узбек повернув йому тверське князювання, і в 1337 році вигнанець із сім'єю повернувся до Твері.
І в цей раз очолювати своє князівство Олександру довелося недовго — всього два роки. Агресивна політика московських князів, які домагалися великокняжого ярлика, не дозволяла їм змиритися з будь-яким посиленням тверського княжого дому, традиційно головного тоді серед Північних руських князівств.
Близько 1338 році князь Василь Ярославський звернувся до тверського князя за допомогою і захистом проти самовладдя свого тестя, московського князя Івана Калити, що незаконно захоплював належні йому землі. Від експансії Москви страждали всі сусідні з нею князівства і тому Олександр Михайлович відгукнувся на прохання ярославського князя. У 1339 році хан Узбек викликав тверського і ярославського князів до себе в Орду для того, щоб вислухати їх претензії до московського князя.
Івану Калиті якимось чином стало відомо про цю загрозу для нього, і він вирішив випередити напад. Разом з двома своїми синами — Симеоном та Іваном він поїхав до Узбека поперед князів, і повністю опанувати його довірою. Московський князь очорнив тверського перед ханом, описавши його як переконаного супротивника Орди.

## Страта в Орді

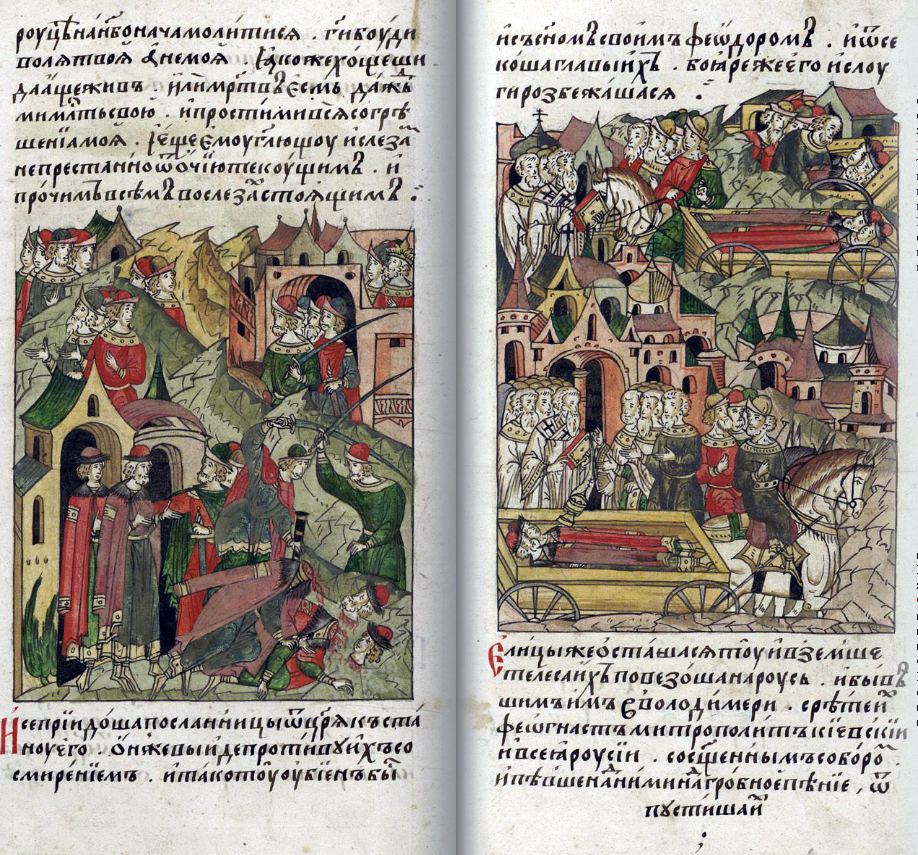
Вбивство чоловіка та старшого сина Анастасії Юріївни в Орді (1339)

Повторне запрошення хана Узбека в Орду (з обіцянкою великих милостей) насторожило Олександра Михайловича, і він знову послав спочатку до хана свого старшого сина Федора. Однак, після третього «запрошення» був змушений вирушити в Орду сам — разом з князями Василем Ярославським і Романом Білозерським.
Тверський князь провів в Орді місяць, чекаючи вирішення своєї долі. Його разом з сином Федором (якому тоді було близько 14-16 років) стратили незабаром після приїзду в Орду синів Івана Калити — Симеона (йому було тоді близько 22 років) і Івана (приблизно 13). Після оголошення про майбутню страту син і спадкоємець тверського князя, юний княжич Федір, прокляв старшого сина і спадкоємця московського князя, княжича Симеона. І це прокляття збулося — Симеон не залишив після себе спадкоємця, всі шість його синів померли в дитячому віці, московським князем після смерті Симеона в 1353 році став його молодший брат Іван.
Згідно з літописом, тверському князеві і його сину не просто відрубали голови, а й «розняли їх по складам». Їх розтерзані тіла були привезені до Володимира, де їх відспівав митрополит Феогност, а потім поховані у Твері. Згодом Олександр Михайлович і його син Федір були канонізовані Православною церквою в лику Святих Мучеників.
Після загибелі головного супротивника Іван Калита поширив свій вплив на все Тверське князівство, в якому знову став правити молодший брат страченого князя, родич Калити Костянтин Михайлович. Тоді ж тверичі на знак своєї покори відіслали до Москви великий соборний дзвін.

## Вдівство Анастасії (1339–1364)
Княгиня Анастасія Юріївна залишилася після смерті чоловіка вдовою приблизно в 38 років, з шістьма малолітніми дітьми на руках (чотирма синами і двома дочками), старшому з яких, Всеволоду, було всього 11 років.
Нічого не відомо про життя дочки руського короля аж до 1345 року, коли в Твері помер її дівер, князь Костянтин Михайлович. Згідно «родового права», на тверське князювання мав зійти останній, що залишився в живих, молодший брат страченого князя Олександра Михайловича, дядько її дітей, Василь Михайлович (1304—1368).
Однак, сини Анастасії, хоч і були ще дуже юні, зробили відповідні висновки з загибелі свого батька і старшого брата в Орді (не без допомоги своєї матері). Тому її старший, 17-річний син Всеволод відразу після смерті одного свого дядечка швидко «обскакав» іншого, отримавши ярлик на тверське князювання безпосередньо від хана Джанібека.
Для того, щоб її син напевно отримав батьківську Твер, княгиня Анастасія в тому ж 1345 року видала одну з двох своїх дочок, Марію, у шлюб із вбивцею свого чоловіка і старшого сина — московського князя Симеона Гордого (1317—1353). Причому видала навіть без церковного благословення — митрополит Феогност відмовлявся перший час благословити цей шлюб (попередню, другу за рахунком дружину, Симеон, незабаром після весілля, відправив назад до батька), і подружжя жило невінчаним.
Московський князь на той момент був бездітним вдівцем — першу свою дружину (і двох синів від неї) він поховав, і тому для нього швидке народження спадкоємця було нагальною проблемою. Симеон Московський підтримав кандидатуру свого новоспеченого зятя на тверське князювання, і Всеволод став тверським князем у 1346 році, у 18 років. А його сестра Марія, видана за вбивцю свого батька і брата, потрапила таким чином під передсмертне прокляття Федора. Вона народила своєму чоловікові чотирьох синів, але жоден з них не прожив більше чотирьох років. Сама Марія пережила чоловіка майже на півстоліття — на 46 років, не доживши одного року до XV століття (вона померла в 1399 році);
Найцікавіше (і щасливіше) склалася доля другої дочки княгині Анастасії Тверської — внучки короля Русі Юрія I Львовича, Уляни (Юліанії) (ок.1325-1399). Як і її старша сестра, вони була видала за вдівця, старшого за неї майже на 30 років, в 1349 році. У шлюбі з великим князем литовським Ольгердом Гедиміновичів (1296—1377) вона народила 16 дітей, в тому числі і знаменитого Ягайла (бл.1362–1434) — великого князя литовського, з 1386 року — короля польського під іменем Владислав II Ягелло, засновника польської королівської династії Ягеллонів, які правили об'єднаною Польщею, Литвою, Руссю, Богемією та Угорщиною.

## Смерть
Княгиня Анастасія, а також її сини князі Всеволод, Андрій та Володимир, померли в 1364–1365 роках від чуми, яка знищила значну частину тверського княжого дому.

## Родина
Чоловік — Олександр Михайлович Тверський (1301—1339), у шлюбі з осені 1320 року
Діти:
- Лев (1321—1322) — був названий на честь діда Анастасії руського короля Лева Даниловича
- Федір Тверський (до 1327—1339) — страчений в Орді разом із батьком
- Всеволод (1328—1364) — князь холмський (1339—1349), великий князь тверський (1346—1349).
- Андрій (? — 1365) — князь зубцовський. Помер з дружиною Євдокією від чуми.
- Володимир (? — 1365) — місце княжіння невідоме. Помер від чуми.
- Михайло (1333—1399) — князь микулинський (1338—1399), великий князь тверський (1368—1399).
- Марія (? — 1399), дружина князя Московського та Великого князя Володимирського Семена Гордого
- Уляна (1325—1392), дружина Великого князя Литовського і Руського Ольгерда, мати Ягайла.